# Franz Xaver Reitterer

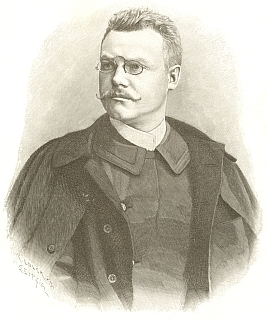
Franz Xaver Reitterer

Franz Xaver Reitterer, Pseudonym: Franz von Friedberg (* 21. September 1868 in Friedberg (Österreich); † 29. Juli 1932 in Budweis) war ein österreichischer Schriftsteller und Politiker.

## Leben
Franz Xaver Reitterer besuchte von 1881 bis 1887, gefördert durch die Schlossbesitzerin von Bärnegg in der Elsenau, Constantia Kiendler, das Bischöfliche Knabenseminar in Graz sowie das Jesuitenkolleg Kalksburg.
Er arbeitete zunächst als Hofmeister bei den Grafen Salburg und D'Avernas in Graz, schrieb für Peter Roseggers Heimgarten und verfasste eigene Werke (D'Hausnoda, ein Schwank in steirischer Mundart, 1894).
1897 übernahm er in Budweis die Führung einer verschuldeten Druck- und Verlagsanstalt und gründete 1911 die Verlagsanstalt Moldavia. Als Herausgeber der Wochenzeitung Der Dorfbote (Auflage 1932: 50.000 Stück), setzte er sich sehr für den Bauernstand ein. Mit dem Aufruf „Bauern seid einig!“ gründete er 1898 den Österreichischen Bauernbund, der 1900 in Deutsch-österreichischer Bauernbund umbenannt wurde. Ihm folgte 1901 die Gründung der Deutschen Bauernpartei im Reichsrat, 1905 die Deutsche Agrarpartei, als deren Abgeordneter er 1908 in den Böhmischen Landtag einzog.
Im Ersten Weltkrieg diente Reitterer als Offizier und verfasste 1918 die Publikation „Hinterlands-Krieger“ im Felde. 1922 feierte die Verlagsanstalt Moldavia ihr 25-jähriges Bestehen.
Reitterer verstarb am 29. Juli 1932 im 64. Lebensjahr und liegt auf dem Ottilienfriedhof in Budweis begraben. Zeit seines Lebens war Reitterer eng mit seiner Heimatstadt Friedberg (Steiermark) verbunden und verfasste auch eine zweibändige Geschichte seiner Heimatstadt (Beiträge zu einer Geschichte der Stadt und des Bezirkes Friedberg in der Steiermark.- Budweis: Moldavia, 1932).
Er hatte sein Geburtshaus in Friedberg gekauft und später das „Reittererhaus“ auf der Hilm errichtet. Auf Grund seiner Verdienste um seine Heimatstadt wurde Franz Xaver Reitterer die Ehrenbürgerschaft der Stadt Friedberg verliehen und die ehemalige Mittelgasse nach ihm benannt.
1932 wurde er Ehrenmitglied der Burschenschaft Marko-Germania Wien.

## Werke
- D’Hausnoda, ein Schwank in steirischer Mundart, 1894
- Der Winkelschreiber, ein Schwank in steirischer Mundart, 1894
- Andreas Hofer, ein Trauerspiel in fünf Akten, 1892
- Der Schriftsteller, ein Schauspiel in fünf Akten, 1891
- Durch Liebe zum Siege, Novelle, 1896
- Meine tote Frau, Novelle, 1896
- Bauern seid einig!, ein Mahnwort, 1898
- Auf zur Tat!, eine politische Broschüre, 1899
- Wohin mit Österreich?, eine zeitgemäße Frage, 1899
- Brauchen wir eine eigene Bauernpartei?, eine politische Broschüre, 1900
- Erlebt und erlauscht, eine Sammlung kurzer Erzählungen, 1909
- Die Not der Deutschen in Österreich, Vortrag in Leipzig 1908
- Hinterlands-Krieger, im Felde verfasst, 1918
- Die wirtschaftlichen und nationalen Verhältnisse des Böhmerwaldes, 1919
- Beiträge zu einer Geschichte der Stadt und des Bezirkes Friedberg in Steiermark, 2 Bände 1931/1932